# USS Arthur L. Bristol (APD-97)
USS Arthur L. Bristol (APD-97) là một tàu vận chuyển cao tốc lớp Crosley, nguyên được cải biến từ chiếc DE-281, một tàu hộ tống khu trục lớp Rudderow, và đã phục vụ cùng Hải quân Hoa Kỳ trong Chiến tranh Thế giới thứ hai. Nó là chiếc tàu chiến duy nhất của Hải quân Hoa Kỳ được đặt cái tên này, theo tên Phó đô đốc Arthur L. Bristol (1886-1942), người từng tham gia cả các cuộc Chiến tranh Thế giới thứ nhất lẫn thứ hai và được tặng thưởng Huân chương Chữ thập Hải quân. Nó đã phục vụ cho đến khi chiến tranh kết thúc, xuất biên chế năm 1946, rồi cuối cùng bị bán để tháo dỡ vào năm 1965.

## Thiết kế và chế tạo
Thiết kế của lớp Crosley dựa trên việc cải biến lớp tàu hộ tống khu trục Rudderow. Cấu trúc thượng tầng con tàu được mở rộng, đồng thời tháo dỡ bớt vũ khí trang bị để lấy chỗ bố trí nơi nghỉ cho 162 binh lính được vận chuyển cùng khoảng 40 tấn trang bị. Hệ thống động lực tương tự như với các lớp Buckley và Rudderow; là kiểu động cơ turbine-điện General Electric, cung cấp điện năng cho mô-tơ điện để dẫn động hai trục chân vịt.
Dàn vũ khí được giữ lại bao gồm một khẩu pháo 5 inch (130 mm)/38 cal bố trí một phía trước mũi; ba khẩu đội pháo phòng không Bofors 40 mm nòng đôi và sáu pháo phòng không Oerlikon 20 mm; vũ khí chống ngầm gồm hai đường ray Mk. 9 để thả mìn sâu. Thủy thủ đoàn đầy đủ bao gồm 15 sĩ quan và 168 thủy thủ; và con tàu được bố trí tiện nghi để vận chuyển 12 sĩ quan cùng 150 binh lính đổ bộ.
Arthur L. Bristol được đặt lườn như là chiếc DE-281 tại Xưởng hải quân Charleston ở Charleston, South Carolina vào ngày 1 tháng 12, 1943. Nó được hạ thủy vào ngày 19 tháng 2, 1944, được đỡ đầu bởi cô Ellen Wing Getty. Đang khi được hoàn thiện, con tàu được xếp lại lớp như một tàu vận chuyển cao tốc vào ngày 17 tháng 7, 1944, mang ký hiệu lườn mới APD-97, và nhập biên chế cùng Hải quân Hoa Kỳ vào ngày 25 tháng 6, 1945 dưới quyền chỉ huy của Hạm trưởng, Thiếu tá Hải quân Morris Beerman.

## Lịch sử hoạt động
Sau khi hoàn tất việc trang bị, Arthur L. Bristol đi đến khu vực vịnh Guantánamo, Cuba để tiến hành việc chạy thử máy huấn luyện từ ngày 13 tháng 7 đến ngày 7 tháng 8, 1945. Con tàu vẫn đang được sửa chữa sau chạy thử máy tại Norfolk, Virginia khi Nhật Bản chấp nhận đầu hàng vào ngày 15 tháng 8, giúp chấm dứt vĩnh viễn cuộc xung đột. Nó đi đến Trung tâm Huấn luyện Hải quân Miami ở Miami, Florida vào đầu tháng 9, và hoạt động như tàu huấn luyện cho sĩ quan hiện dịch ngoài khơi Florida Keys và tại vùng biển Cuba.
Lên đường đi Mobile, Alabama, vào ngày 31 tháng 10, Arthur L. Bristol vào ụ tàu trước khi chuyển đến Căn cứ Sửa chữa Hải quân Algiers tại Algiers, Louisiana, nơi nó được đại tu để chuẩn bị ngừng hoạt động. Con tàu được đưa đến Đội Florida trực thuộc Hạm đội 16, tiền thân của Hạm đội Dự bị Đại Tây Dương, vào ngày 1 tháng 12, và neo đậu tại sông St. Johns ở Green Cove Springs, Florida.
Arthur L. Bristol được cho xuất biên chế tại Green Cove Springs vào ngày 29 tháng 4, 1946 và không bao giờ được cho hoạt động trở lại. Tên nó được cho rút khỏi danh sách Đăng bạ Hải quân vào ngày 1 tháng 6, 1964, và con tàu bị bán cho hãng Boston Metals Corporation tại Baltimore, Maryland vào ngày 4 tháng 8, 1965 để tháo dỡ.

## Phần thưởng
Nguồn: Navsource Naval History
|  |  |

| Huân chương Chiến dịch Hoa Kỳ | Huân chương Chiến thắng Thế Chiến II |